# 23030 Джимкенеді
23030 Джимкенеді (23030 Jimkennedy) — астероїд головного поясу, відкритий 4 грудня 1999 року.
Тіссеранів параметр щодо Юпітера — 3,195.